# 戈布拉纳瓦帕拉
戈布拉纳瓦帕拉（Gobranawapara），是印度恰蒂斯加尔邦Raipur县的一个城镇。总人口25604（2001年）。

## 人口
该地2001年总人口25604人，其中男性12894人，女性12710人；0—6岁人口3922人，其中男1948人，女1974人；识字率65.54%，其中男性为75.14%，女性为55.80%。